# Lithobates grylio
Ếch lợn (Danh pháp khoa học: Lithobates grylio) là một loài ếch trong họ Rhacophoridae được tìm thấy ở miền Nam của Hoa Kỳ từ Nam Carolina tới Texas. Một số nguồn cũng gọi nó là ếch đầm phá hoặc ễnh ương miền Nam. Nhà tự nhiên học Na Uy là Leonhard Stejnegerđã mô tả ếch lợn vào năm 1901, và nó vẫn mang tên gốc chon đến nay. Loài này đã được du nhập vào Trung Quốc, đảo Andros và đảo New Providence ở Bahamas, cũng như Puerto Rico. Êch lợn đã được các nông dân Trung Quốc cho biết là được nuôi nhốt để làm thịt, cùng với những con ễnh ương.

## Mô tả
Ếch lợn có màu xanh lá cây (màu lam) hoặc xám xanh, trên cơ thể có vết thâm màu nâu hoặc đen. Nó có chân hoàn toàn màng, mũi nhọn, và nhĩm to (màng nhĩ lớn). Nó dễ bị nhầm lẫn với các loài khác thuộc chi Lithobates, và nó có cùng phạm vi địa lý bao gồm Ếch Lithobates catesbeiana. Ếch lợn phát triển thành mõm dài (SVL) từ 3,25 đến 5,5 (8.3 đến 14.0 cm). Loài này được gọi là ếch lợn vì tên thường gọi từ con đực gọi để thu hút con cái, nghe có vẻ giống như tiếng lợn kêu.
Chúng có đời sống gần như hoàn toàn thủy sinh, chúng được tìm thấy chủ yếu ở các rìa của hồ, hoặc trong đầm lầy bùn và đầm lầy sâu với thảm thực vật. Chúng sống về đêm. Những tiếng lẩm bẩm giống nhưng lợn của họ có thể được nghe trong những tháng nóng của năm. Chế độ ăn chính của chúng là tôm càng xanh, nhưng cũng giống như hầu hết các con ếch, chúng sẽ đớp và ăn gần như mọi thứ chúng có thể nuốt được, bao gồm côn trùng, cá và những con ếch khác. Mùa sinh sản diễn ra từ mùa xuân đến mùa hè. Trứng được thải ra với khối lượng lớn lên đến 10.000 quả tại một thời điểm trên bề mặt của nước. 